# مقاطعة غرانت (داكوتا الشمالية)
غرانت (بالإنجليزية: Grant)‏ هي إحدى مقاطعات ولاية داكوتا الشمالية في الولايات المتحدة الأمريكية.